# Saint-Haon
Saint-Haon is een gemeente in het Franse departement Haute-Loire (regio Auvergne-Rhône-Alpes) en telt 376 inwoners (2004). De plaats maakt deel uit van het arrondissement Le Puy-en-Velay.

## Geografie
De oppervlakte van Saint-Haon bedraagt 38,9 km², de bevolkingsdichtheid is 9,7 inwoners per km².
De onderstaande kaart toont de ligging van Saint-Haon met de belangrijkste infrastructuur en aangrenzende gemeenten.

## Demografie
Onderstaande figuur toont het verloop van het inwonertal (bron: INSEE-tellingen).